# Mount Glendowan
Mount Glendowan är ett berg i Kanada.   Det ligger i provinsen Alberta, i den södra delen av landet, 2 900 km väster om huvudstaden Ottawa. Toppen på Mount Glendowan är 2 633 meter över havet, eller 256 meter över den omgivande terrängen. Bredden vid basen är 3,7 km.
Terrängen runt Mount Glendowan är kuperad åt nordväst, men åt sydost är den bergig. Trakten runt Mount Glendowan är nära nog obefolkad, med mindre än två invånare per kvadratkilometer.. Det finns inga samhällen i närheten.
Trakten runt Mount Glendowan består i huvudsak av gräsmarker.